# Универзитет Витолда Великог
Универзитет Витолда Великог (литв. Vytaudo Didžiojo universitetas; скраћено УВВ) један је од највећих универзитета у Каунасу у Литванији.
Кроз време је носио разна имена, као што је Литвански универзитет (литв. Lietuvos universitetas) и Каунашки универзитет (литв. Kaunos universitetas).

## Историја
Почеци високог образовања у Литванији сежу у прошлост све до 16. века, када је, 1579. године, исусовачки факултет у Вилњусу постало висока школа — Academia et Universitas Vilnensis.
Године 1832, као последица Новембарског устанка, цар Николај I затворио је универзитет.
Године 1918 је, успоставом независне Републике Литваније, Државно веће одлучило да обнови рад универзитета у Вилњусу. Будући да је Вилњус био окупиран, и литванска влада је морала да се пребаци у Каунас, ова одлука није ступила на снагу.
Почетком 1920. године су кренули Виши студијски путеви, чиме су постављени темељи за успостављање универзитета. Литвански министарски кабинет је одлучио да успостави Литвански универзитет у Каунасу 3. фебруара 1922. године.
Церемонијално отварање универзитета је било 16. фебруара 1922. године, а 12. априла је литвански председник потврдио статут овом универзитету и факултетима: богословље-филозофија, хуманистичке науке, право, математика, уметност, медицина и техничке студије.
Удружена Пољопривредна академија је утемељена 1924. године, а за основно је имала смерове пољопривреде и шумарства Факултета математике и уметност; 1936. је утемељена Ветеринарска академија на сличан начин, уздизањем смера ветерине са Медицинског факултета.
Дана 7. јуна 1930. године универзитет је добио име Витолда Великог (литв. Vitautas Didysis, лет. Vytautas Magnus).